# Šípkové
Šípkové est un village de Slovaquie situé dans la région de Trnava.

## Histoire
Première mention écrite du village en 1369.

## Démographie

### Évolution de la population
| Année:               | 1994. | 2004.    | 2014.   | 2024.   |
| -------------------- | ----- | -------- | ------- | ------- |
| Nombre de personnes: | 416   | 337      | 316     | 303     |
| Différence:          |       | -18,99 % | -6,23 % | -4,11 % |

| Année:               | 2023. | 2024. |
| -------------------- | ----- | ----- |
| Nombre de personnes: | 300   | 303   |
| Différence:          |       | +1 %  |